# Алексей Милковски
Алексей Петров Милковски е български оперен певец – бас, един от водещите артисти в първите години на Русенската народна опера.
Като млад взема уроци по пеене при Петър Райчев и Михаил Попов. Пее като хорист на Софийската народна опера с малки епизодични роли. От основаването на Русенската опера през 1949 година до 1953 година Милковски пее като солист. Въплъщава се в роли като Дон Паскуале от едноименната опера на Доницети, Кецал от „Продадена невеста“ на Сметана, Д-р Бартоло и Дон Базилико в „Севилският бръснар“ на Росини.
От 1954 година Милковски пее на сцената на Пловдивската народна опера, като отново гостува в спектакли на софийска сцена. Сред ролите, които изпълнява в този период, са Барон Скарпия в „Тоска“ на Пучини, Роко във „Фиделио“ на Бетховен, Воденичарят в „Русалка“ на Даргомижки, Осмин от „Отвличане от сарая“ на Моцарт, Княз Гремин в „Евгений Онегин“ от Чайковски, Зарастро във „Вълшебната флейта“ от Моцарт и други.
Алексей Милковски е двукратен лауреат на Димитровска награда (1952, 1959) и получава наградата „Е. Дестинова и К. Бурянин“ (1954).

## Филмография
- Калоян (1963)
- Случаен концерт (1960)